# 阪神5001形電車 (2代)
阪神5001形電車（はんしん5001がたでんしゃ）は、かつて阪神電気鉄道（阪神）が1977年（昭和52年）より使用していた各駅停車用の通勤形電車（ジェットカー）である。
本稿では、編成表記を大阪梅田方先頭車の車両番号で代表する（例：5001F）。

## 概要
非冷房のジェットカー第1世代車の置換えと冷房化の推進を目的に導入された。
高加減速の普通用車両「ジェットカー」の冷房化は、1970年の5261形5271 - 5274の投入以来中断していたが、急行用車両の冷房化完了に続いて1976年より順次着手された。このうち、ジェットカー第1世代で1958年から1960年に新造の5001形（初代）・5101形・5201形の32両については試作的要素が強かったことから冷房化改造を行わず、冷房付きの新車の導入で代替することとなった。
Mc1-Mc2の2両固定ユニット16本の計32両が武庫川車両工業で製造された。阪神で5001形を名乗る形式は、これが2代目である。

## 車両概説
梅田方に奇数車、元町方に偶数車の全電動車による2両編成を組み、奇数車に補助電源装置と空気圧縮機、偶数車にパンタグラフと主制御器を搭載する。

### 車体
外観は3801・3901形と同様の形態である。1977年に増備された3905編成と同様、従来車より運転台が広く、乗務員室扉は幅と高さが5cmずつ拡大、車体長は10cm長くなっている。
登場当時は行先表示器のない単車や2両ユニットの在来車と混結する必要性から、3905Fと異なり行先表示器は設置されなかった。側面には3905Fと同様に車外スピーカーが各2箇所設置され、車掌によるプラットホームの乗客に対するアナウンスを可能とした。側窓はユニット窓、客用側扉は両開きであり、扉上部の戸閉機で開閉される。
屋根上には奇数車には7基、偶数車には6基のMAU-13HA分散式冷房装置を搭載し、偶数車の連結面寄りには下枠交差式のパンタグラフを取り付けた。

### 内装
座席はロングシートで、他の普通系車両と見付は統一されている。
初期の5010までは連結面側の妻面窓の片側（貫通扉の引き込まない側）が2段サッシ窓、もう片側がHゴム固定窓となっていたが、5011以降は両側ともHゴム固定窓となった。客用扉横の縦手摺の端部が5001Fが直角なのに対し、5005F以降は丸くなっており、後年製造された5131・5331形でも端部の丸いものが採用されている。

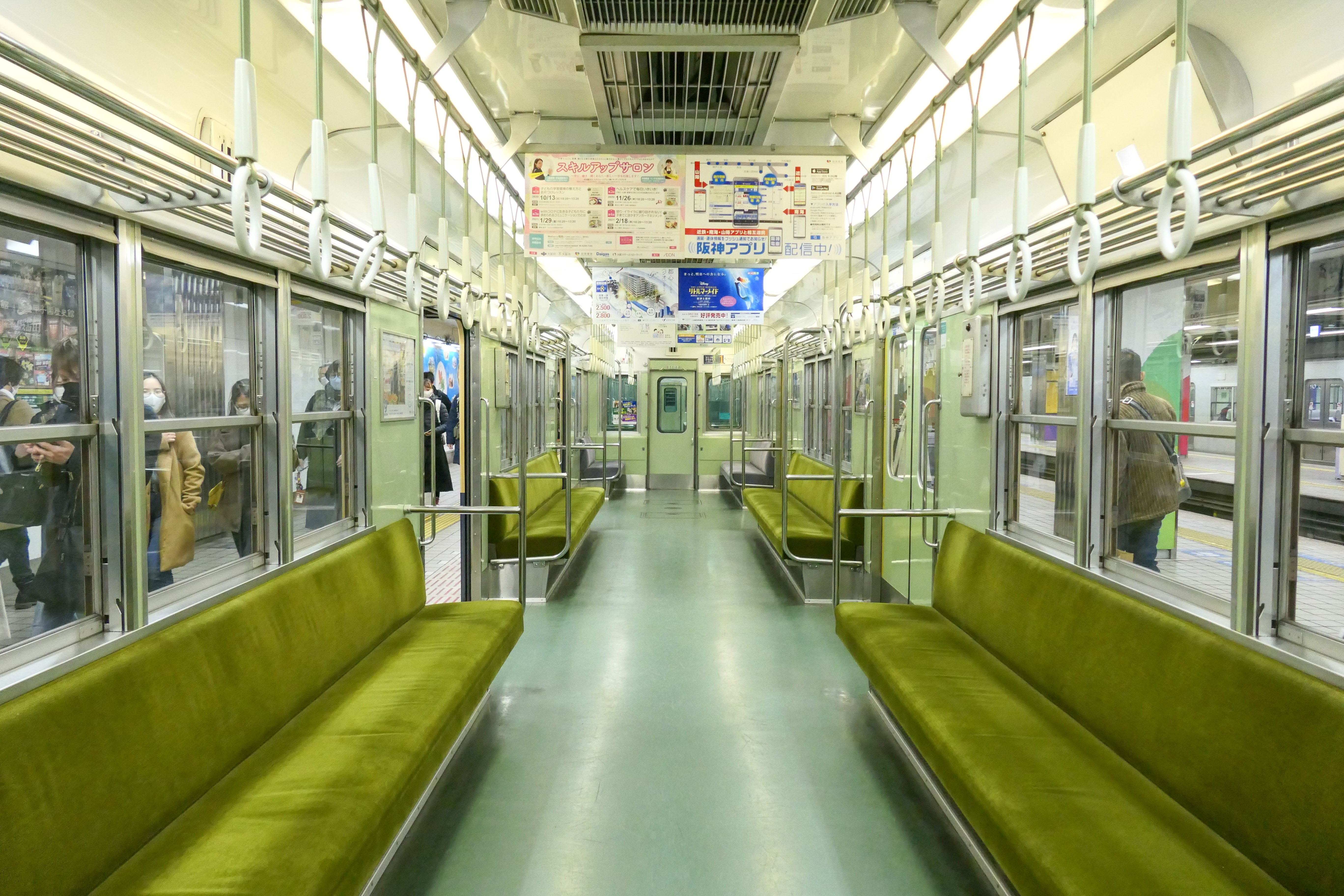
5010の車内 （2021年1月）

### 主要機器
台車は3801・3901形同様のS形ミンデン空気ばね台車で、住友金属工業製造のFS-391Aを装着する。この台車は5101・5201形が換装を進めていたFS-391とほぼ同じ台車で、16両分は5201形の台車交換実施車の廃車発生品を流用、小改造の上で装着している。車輪径も従来のジェットカー各形式と同様の762mmで、高加減速が重視されている。
制御装置は電動カム軸式の抵抗制御で、2両分8個の主電動機を制御する1C8M方式である。主制御器は東芝製のPE-30-A1で、偶数車の山側大阪寄りに搭載される。
主電動機は東洋電機製造のTDK-8145-Aを搭載する。主電動機出力は、従来の75kWから90kWに増強された。駆動装置は中空軸平行カルダン駆動方式を採用、歯車比は74:13（5.69）である。
補助電源は出力70kVAのCLG-346形電動発電機を奇数車に1基、空気圧縮機はDH-25-D形を奇数車に2基搭載した。5017のみ当初よりC-2000-Mを試用していた。
ブレーキは電磁直通ブレーキのHSC-Dで、発電ブレーキ併用・抑速ブレーキ付きである。抑速ブレーキは阪神電鉄線内での通常運用では使用機会がなく、後年になってマスコンハンドルが抑速側に入らないようロックされている。

## 改造工事

### 4両固定編成化

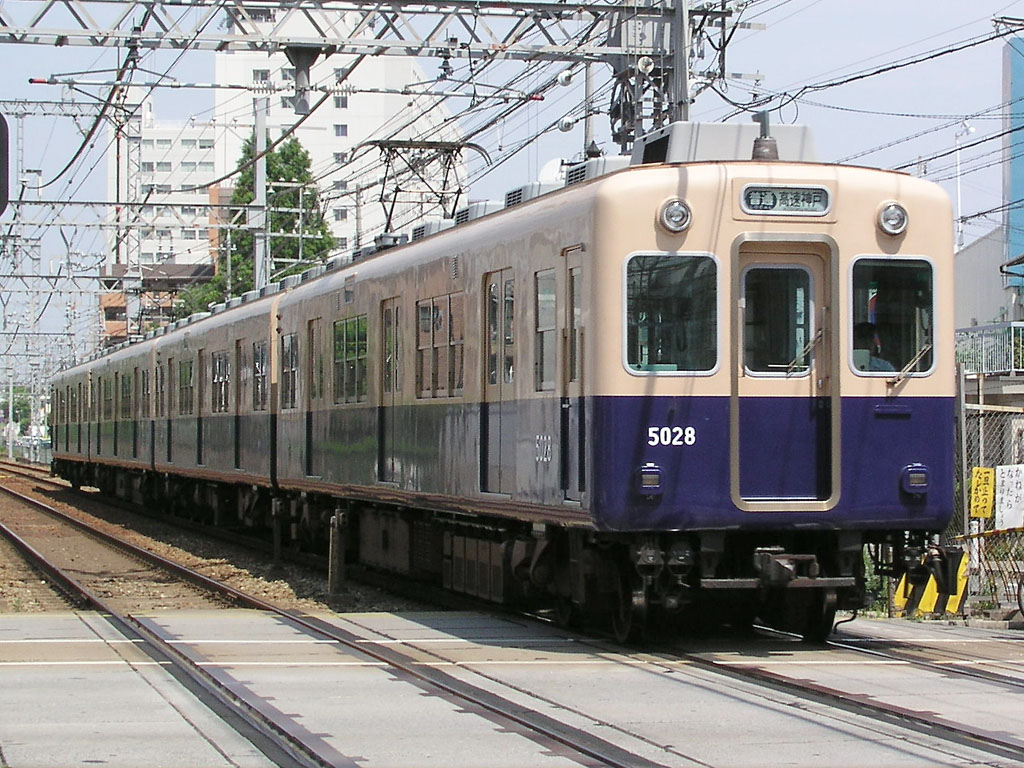
4両固定化後、連結器交換前の5001形

1987年12月に普通列車が全車4両編成化されたのに伴い、5001形は1988年より4両固定編成化改造が実施された。同様の改造は5131形・5331形でも行われている。
番号順に4両ずつの組成とし、中間に連結される車両の運転台を撤去して客室化、客席と簡易運転台が設置された。運転台の撤去に伴う車番の変更はない。従来の運行標識板に代わって前面・側面に電動式の行先表示器が設置され、旅客案内の向上を図った。前面の貫通幌は撤去され、ステンレス製の飾り枠が設置された。2000系とは異なり、前面床下の連結栓は撤去されていない。
奇数車の空気圧縮機はDH-25-Dの2基からC-2000-Lの1基に交換され、5017も後にC-2000-LAに交換された。
1989年以降の改造車では、先頭車最前部の冷房装置が乗務員室の冷房化も可能なCU-10Hに換装された。初期改造車で未交換であった5021F・5025Fでも後述の保全工事の際に交換され、全編成の乗務員室冷房化が完了、中間運転台撤去工事も1991年に完了した。
5009F（5009-5010-5011-5012）では、当初からの連結面の妻窓が2段サッシ窓・Hゴム固定窓の両スタイル混成となっている。

### 保全工事
登場後15年前後経過した1994年から保全工事が実施された。工事は阪神・淡路大震災後の1995年に全車完了している。
中間車の神戸寄りの座席を2名分撤去し、車椅子スペースが設置された。ドアエンジンは1シリンダ式に変更され、識別のため戸当りゴムは灰色から黒色に変更された。運転台撤去部の貫通幌は、先頭車時代からの分割型から中間車用の1枚型に変更されている。

### 連結器交換
2009年の近畿日本鉄道との相互直通運転に先立ち、2006年度から先頭車の連結器をバンドン型連結器から廻り子密着連結器へ換装することとなった。5013編成の5013・5016が阪神全体で初の施工となり、2009年までに全車が完了した。

### その他の改造
連結部への転落防止幌の設置、座席モケットの交換等が施工されたほか、一部編成では前照灯のLED化が行われている。

## 運用
第1編成である5001 - 5002の2連は1977年3月14日に、第2編成の5003 - 5004の2連は4月15日にそれぞれ竣功し、4月20日より4両編成で運転を開始した。代替として5001形（初代）および5201形5201 - 5202「ジェットシルバー」が3月11日付で廃車となっている。
1977年11月竣功の5005 - 5006の編成から1979年3月26日竣功の5015 - 5016まで合計6編成の投入によって、5101・5201形の台車・主電動機・駆動装置未換装車の代替を完了した。3月30日竣功の5017 - 5018の編成からは廃車となった5101・5201形から換装済みの台車・主電動機・駆動装置を流用、新製車体と組み合わせて就役させた。1981年1月に最後の5201形が廃車された後、同年3月に最終増備編成の5031 - 5032の2連が竣功した。これにより5001形（初代）、5101・5201形計32両の置き換えを完了した。
本線および西大阪線の普通運用に投入され、早朝深夜およびデータイムの西大阪線では2連、それ以外の時間の本線普通およびラッシュ時の西大阪線では4連を組成した。同形式同士に加えて他形式との併結もあり、冷房化改造後の5261形・5151形・5311形、電機子チョッパ制御の量産車5131形・5331形との分割併合を実施した。
1987年の普通車終日4連化以降は、4連固定編成で運用されている。1995年には阪神・淡路大震災が発生したが、5001形の被災車両はなかった。
当初は老朽化した7861形・7890形に代わり、5001形を武庫川線専用車両として置き換える計画もあったが、最終的に5500系を投入した。
2021年4月までは廃車は発生しておらず、4両編成8本32両全車が在籍していたが、老朽化とバリアフリー対応の推進もあり、初めて5009Fが翌5月に廃車されて以降、5700系の投入に合わせて順次廃車が進行しており、同年6月の5029Fの廃車をもって阪神電鉄から電球式の前照灯が消滅した。その後も廃車が進行し、最後に残った5025Fの1本4両も2025年2月10日をもってラストランを終えた。
運用終了後の活用方法は未定となっている。

## 編成表

### 登場時
1986年8月15日現在。
| ← 梅田・西九条三宮・元町 → | ← 梅田・西九条三宮・元町 → | 竣工           |
| クモハ Mc1                 | クモハ Mc2                 |                |
| 5001                       | 5002                       | 1977年3月14日  |
| 5003                       | 5004                       | 1977年4月15日  |
| 5005                       | 5006                       | 1977年11月29日 |
| 5007                       | 5008                       | 1978年3月1日   |
| 5009                       | 5010                       | 1978年3月31日  |
| 5011                       | 5012                       | 1978年11月22日 |
| 5013                       | 5014                       | 1978年12月28日 |
| 5015                       | 5016                       | 1979年3月26日  |
| 5017                       | 5018                       | 1979年3月30日  |
| 5019                       | 5020                       | 1979年6月7日   |
| 5021                       | 5022                       | 1980年2月27日  |
| 5023                       | 5024                       | 1980年6月18日  |
| 5025                       | 5026                       | 1980年9月5日   |
| 5027                       | 5028                       | 1980年11月21日 |
| 5029                       | 5030                       | 1981年2月13日  |
| 5031                       | 5032                       | 1981年3月30日  |

### 固定編成化後

5001形
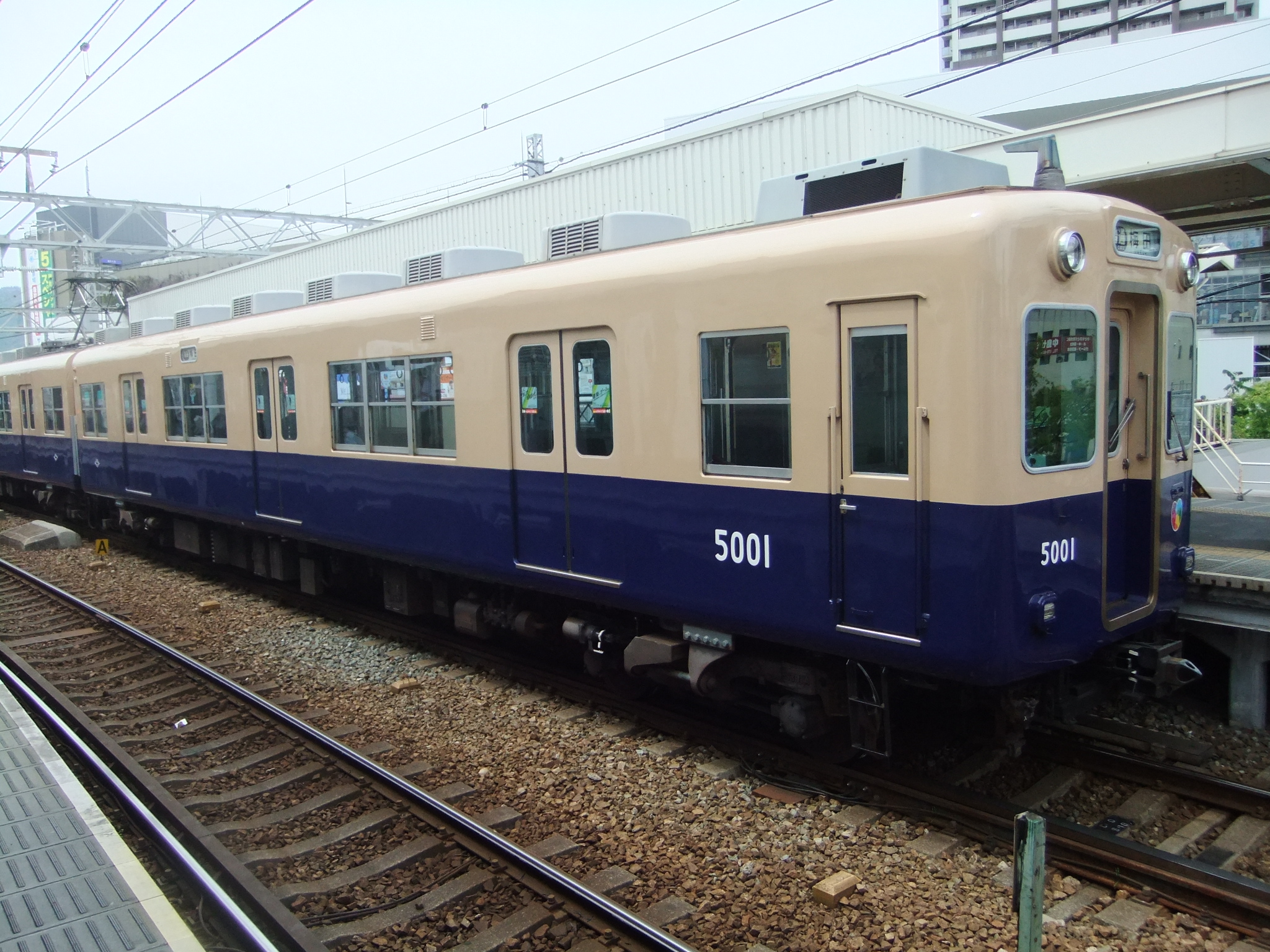
5001
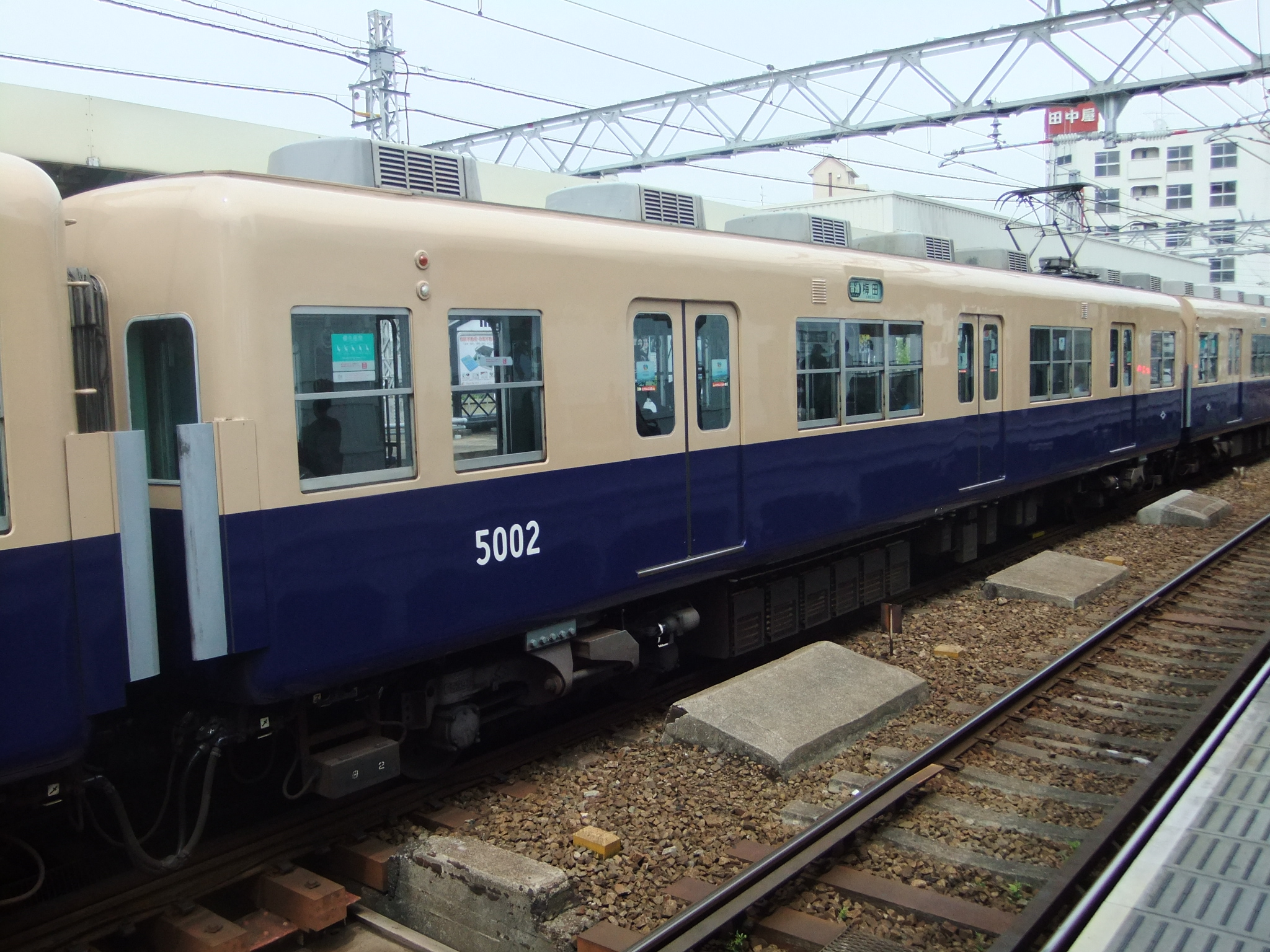
5002
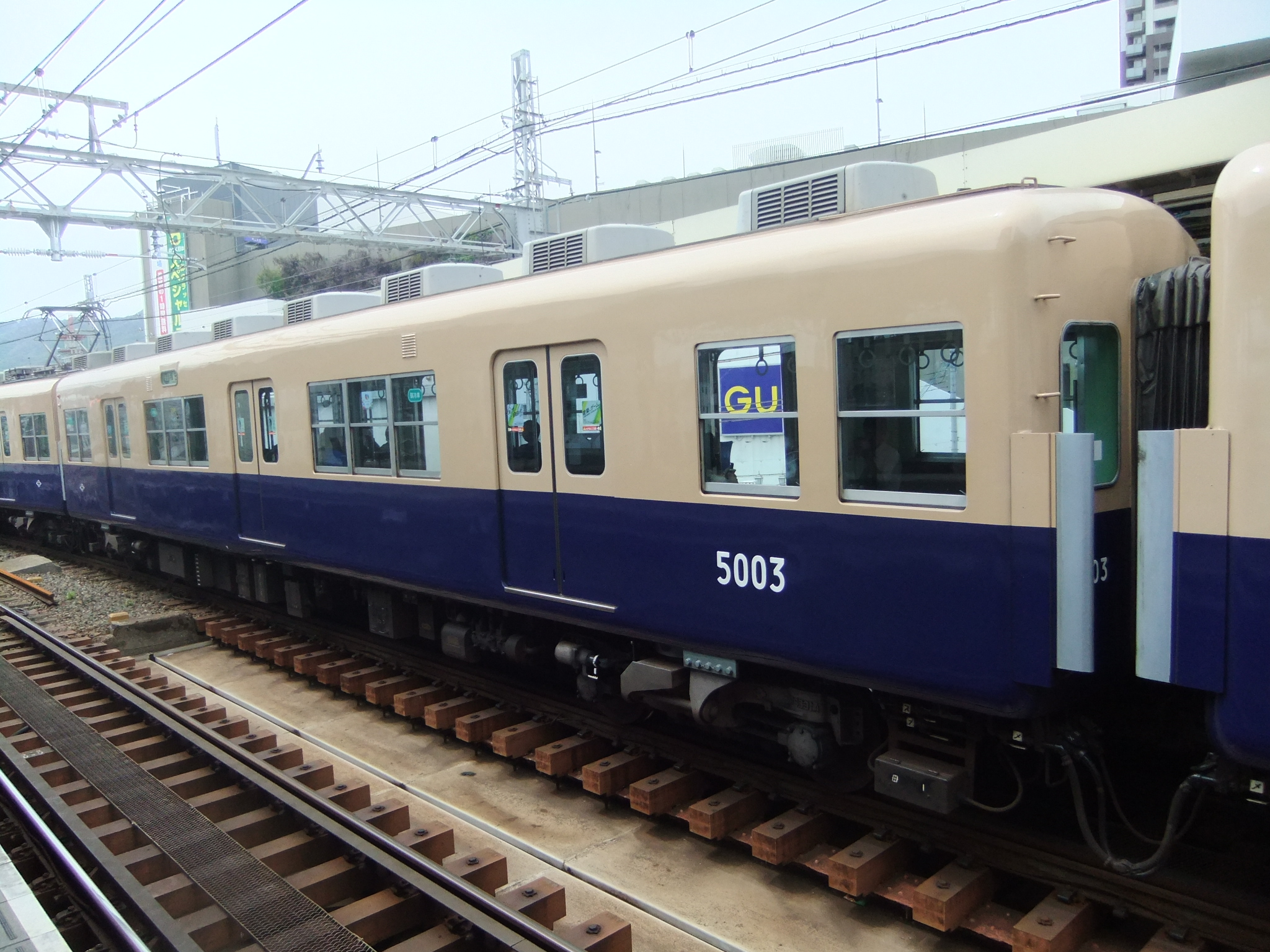
5003
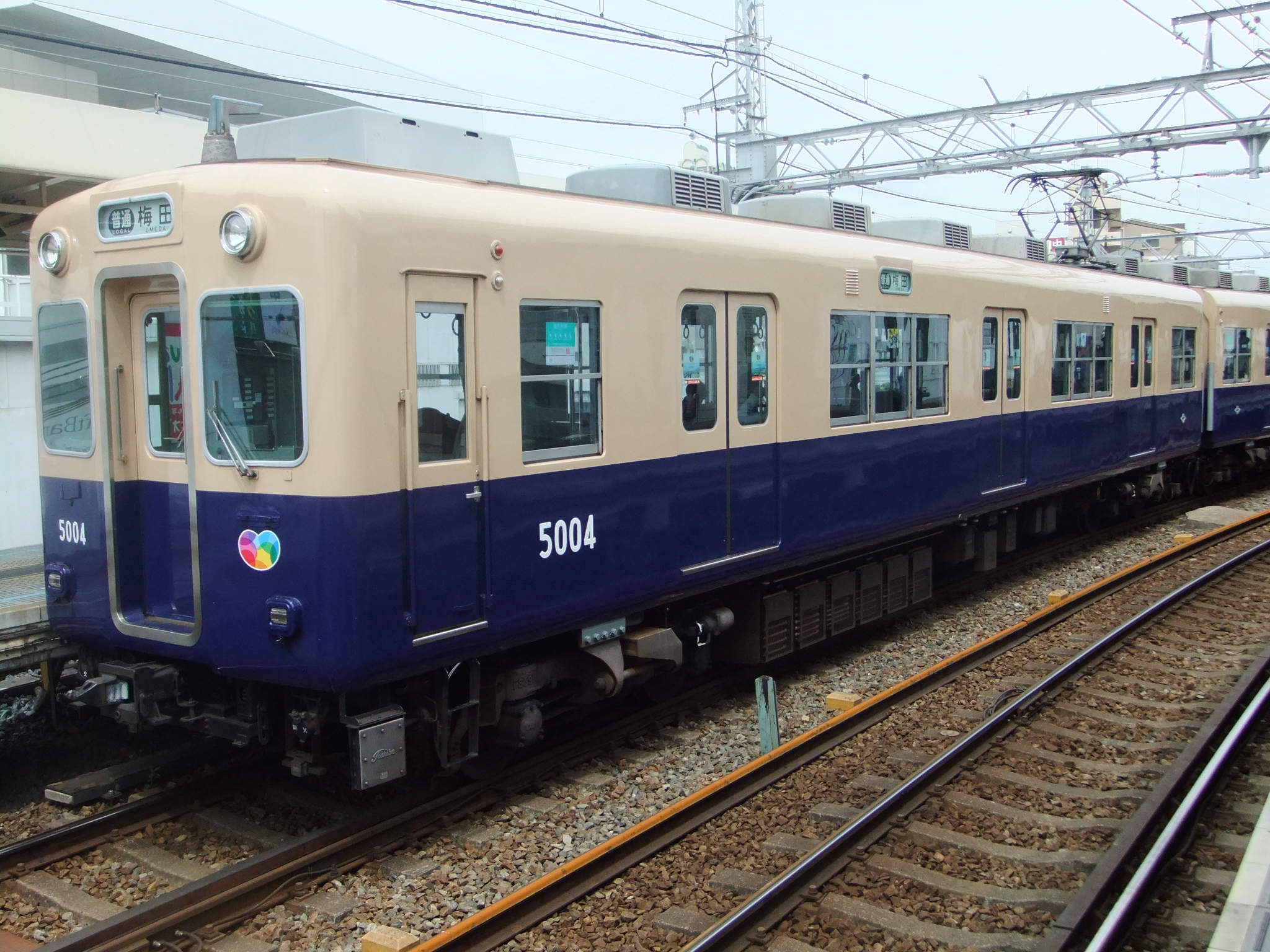
5004

2006年4月1日現在。
| ← 梅田・西九条三宮・新開地(須磨浦公園) → | ← 梅田・西九条三宮・新開地(須磨浦公園) → | ← 梅田・西九条三宮・新開地(須磨浦公園) → | ← 梅田・西九条三宮・新開地(須磨浦公園) → | 備考        | 廃車                                                    |
| クモハ Mc1                               | モハ M2                                  | モハ M1                                  | クモハ Mc2                               |             |                                                         |
| 5001                                     | 5002                                     | 5003                                     | 5004                                     | 前照灯LED化 | 2023年12月16日                                          |
| 5005                                     | 5006                                     | 5007                                     | 5008                                     | 前照灯LED化 | 2022年6月3日                                            |
| 5009                                     | 5010                                     | 5011                                     | 5012                                     | 前照灯LED化 | 2021年5月13日（5009、5010） 2021年5月14日（5011、5012） |
| 5013                                     | 5014                                     | 5015                                     | 5016                                     | 前照灯LED化 | 2024年1月27日                                           |
| 5017                                     | 5018                                     | 5019                                     | 5020                                     | 前照灯LED化 | 2024年3月1日                                            |
| 5021                                     | 5022                                     | 5023                                     | 5024                                     | 前照灯LED化 | 2022年6月18日                                           |
| 5025                                     | 5026                                     | 5027                                     | 5028                                     | 前照灯LED化 | 2025年3月18日                                           |
| 5029                                     | 5030                                     | 5031                                     | 5032                                     |             | 2021年6月21日（5029、5030） 2021年6月22日（5031、5032） |

- 5001形
- 5001
- 5002
- 5003
- 5004

## 展示保存
車両の保存はないが、西宮市にある武庫川団地のショッピングモール「ムコダンモール」にて、廃車された5022号車の車輪のみ展示保存される。